# Tonsillektomie
Tonsillektomie (Mandeloperation), abgekürzt TE, ist die vollständige chirurgische Entfernung der Gaumenmandeln (tonsillae palatinae). Die Tonsillektomie ist einer der am häufigsten durchgeführten Eingriffe im operativen HNO-Bereich.

## Geschichte
Operationen an den Gaumenmandeln sind schon sehr lange bekannt. Allerdings wurde bis zur Einführung der echten Tonsillektomie 1890 von Edwin Pynchon nur eine Teilentfernung der Mandeln mittels der Fingernägel oder mit Messern durchgeführt, was heute unter dem Begriff Tonsillotomie bekannt ist. Die ältesten Hinweise finden sich im Atharvaveda und werden auf 700 v. Chr. geschätzt. Weitere Beschreibungen finden sich im Corpus Hippocraticum (400 v. Chr.), bei Celsus in seinem Werk De Medicina (ca. 30 n. Chr.) Aetius von Amida beschrieb im 6. Jahrhundert schon recht differenziert: „Der Teil, welcher hervorragt, d. h. ungefähr die Hälfte der vergrösserten Drüse, mag entfernt werden. Diejenigen, welche die ganze Drüse exstirpieren, entfernen gleichzeitig auch ganz gesunde Gebilde und können danach gefährliche Blutungen hervorrufen“. Erst die Entwicklung verbesserter Instrumente und die Einführung der Intubationsanästhesie machten die sichere komplette Entfernung des Organs möglich. Die Technik der zuerst in zwei Operationen seitengetrennt durchgeführten TE wurde um die Jahrhundertwende von William Lincoln Ballenger (1897) und Ovidus Arthur Griffin (1906) so verändert, dass auch die gleichzeitige Entfernung beider Tonsillen in einer OP ermöglicht wurde.

## Indikation
Die Indikation der Mandeloperationen ist einem stetigen Wandel unterworfen. War die Tonsillotomie zunächst zur Beseitigung von Infektherden oder Abszessen gedacht, wurde nach Einführung der TE in Folge der
Focustheorie und in Ermangelung von Antibiotika dieser Eingriff sehr häufig vorgenommen, dass J. Zarniko 1928 von einer „industriell ausgemünzten Operationsraserei“ sprach. Die TE wurde sehr oft prophylaktisch durchgeführt, um Ausstreuungen der in den Tonsillen angesiedelten Bakterienherde zu vermeiden. Besonders Scharlach mit der gefürchteten Folge von Herz- und Nierenschäden stand lange im Vordergrund. Kaiser referierte 1941 (in der präantibiotischen Zeit) über die Reduktion von Halsinfektionen bei Kindern nach TE, so dass bis in die 1960er Jahre, als Penicillin zur oralen Anwendung im Kindesalter zur Verfügung stand, die TE im Kindesalter nahezu regelhaft erfolgte. Erst 1984 wurde von Paradise eine Studie zu Tonsillitis im Kindesalter veröffentlicht, in der Indikationsregeln zur TE aufgestellt wurden, die im Wesentlichen bis heute noch gültig sind: ≥ 7 Episoden im letzten Jahr, oder ≥ 5 Episoden jährlich in den letzten 2 Jahren, oder ≥ 3 Episoden jährlich in den letzten 3 Jahren. Die Episoden müssen eindeutige Tonsillitiden und ärztlich dokumentiert sein sowie neben dem Symptom „Halsschmerzen“ mindestens eines von 4 ergänzenden Symptomen umfassen (Temp. > 38,8 °C, zervikale Lymphknoten (druckschmerzhaft oder > 2 cm), Tonsillenexsudat („weiße Beläge“), Nachweis von β-hämolysierenden Streptokokken A). Gysin führt 2013 ergänzend aus, dass nur etwa 15 % der Halsschmerzen im Kindesalter durch eine Streptokokken-Tonsillitis ausgelöst seien, der Rest durch virale Pharyngitiden, daraus folgernd, dass eine Abgrenzung anhand eines für Kinder modifizierten Schemas von Centor vorgenommen werden sollte, um eine „echte“ Tonsillitis von allgemeinen, unkomplizierten Halsschmerzen differenzieren zu können. Dieses gilt in gleichem Maße auch für Erwachsene, um eine eindeutige Indikation zur OP treffen zu können. In dem Maße, in dem neue Antibiotika in den 1960er und 1970er Jahren eingeführt wurden, wurde die Indikation zur TE zunehmend restriktiver gehandhabt. In den anschließenden Dekaden rückte zunehmend mehr die operative Therapie der Schlafapnoe durch stark vergrößerte Tonsillen in den Vordergrund, welches dann seit den späten 1990er Jahren eine Renaissance der Tonsillotomie mit sich brachte, da eine Komplettentfernung der Tonsillen bei Vergrößerung nicht gerechtfertigt ist. Zwei Metastudien von Stuck (2008) und Gysin (2013) beschäftigen sich mit Studien zur Frage der TE im Kindesalter. Es wurde festgestellt, dass der Begriff der „chronischen Tonsillitis“ nicht valide festgelegt sei, daher sollte besser von „rekurrierenden Entzündungen“ gesprochen werden. Stuck formuliert, es gebe keine Studie, die belege, „dass eine Tonsillektomie zur so genannten ‚Fokussanierung‘ den Verlauf von allergischen Erkrankungen, Autoimmunerkrankungen, dermatologischen oder rheumatischen Erkrankungen irgendwie positiv beeinflussen könnte“. Somit ist zur Prophylaxe des rheumatischen Fiebers oder zur Focussanierung vor Organtransplantation nach heutigem Stand keine Indikation zur TE mehr gerechtfertigt.
Eine obligate Indikation zur Tonsillektomie stellt ein Malignomverdacht (z. B. Tonsillenkarzinom, Lymphom) dar. Bei einem Peritonsillarabszess sollte eine Einzelfallentscheidung anhand des Erstauftretens, eines Rezidivs und der allgemeinen Symptomatik getroffen werden. Eine Inzisionsdrainage oder Nadelpunktion stellt beim unkomplizierten Erstereignis nach Herzon eine komplikationsarme Therapievariante dar. Johnson fand 2003 bei seiner evidenzbasierten Literaturauswertung keine Überlegenheit einer der beiden Methoden Inzision oder TE. Windfuhr (2005) empfiehlt aufgrund einer Metaanalyse von Studien bei unkompliziertem Bild zunächst eine Inzision, ansonsten eine sofortige Tonsillektomie, bei beiden Verfahren eine Antibiotikagabe über mindestens eine Woche. Bei einer Mononukleose ist nur bei vitaler Indikation (Luftnot, ausgeprägte Schluckstörung) eine TE indiziert. Nach neueren Erkenntnissen kann eine Adeno-Tonsillektomie (Entfernung der Rachenmandel und beider Gaumenmandeln in einer Sitzung) den Krankheitsverlauf beim PFAPA-Syndrom günstig beeinflussen.

### Leitlinien
In verschiedenen Staaten sind Empfehlungen zur Indikation, häufig auf den Paradise-Kriterien aufbauend, erstellt worden. In Deutschland existiert seit September 2015 eine S2k-Leitlinie zur Tonsillitis und deren Therapie (abweichend von den Paradise-Kriterien), sowie eine seitens der Allgemeinmedizin erstellte S3-Leitlinie zum Thema „Halsschmerzen“. Schweden besitzt ein „Tonsillenregister“, in dem alle Eingriffe an Tonsillen erfasst werden. Durch neue Erkenntnisse, die anhand der erhobenen Daten gewonnen wurden, sind die Leitlinien 2010 überarbeitet worden. Eine Umfrage 2013 in Italien ergab, dass in den befragten HNO-Kliniken die 2003 entworfenen und 2008 überarbeiteten Leitlinien im Alltag der Kliniken kaum Beachtung fanden.
| Land        | Jahr der 1. Publikation | Jahr der Revision |
| ----------- | ----------------------- | ----------------- |
| Deutschland | 2015                    |                   |
| Österreich  | 2007                    |                   |
| Italien     | 2003                    | 2008              |
| Kroatien    | 2009                    |                   |
| Niederlande | 2009                    |                   |
| Schottland  | 2010                    |                   |
| Schweden    | 2007                    | 2010              |
| USA         | 2011                    |                   |
| Frankreich  | 2012                    |                   |
| Australien  | 2008                    |                   |

## Häufigkeit
Die Häufigkeit der Tonsillektomien veränderte sich mit den sich wandelnden Indikationen zur OP. So ist in Deutschland eine rückläufige Häufigkeit zu beobachten, dagegen eine Zunahme der Tonsillotomie (operative Teilentfernung der Gaumenmandel). Nach Angaben des Statistischen Bundesamtes lag die OP-Zahl in Deutschland (TE ohne Adenotomie, OPS-Code 5-281.0) im Jahre 2005 bei 77.765 Eingriffen und ging kontinuierlich auf 58.955 im Jahr 2013 zurück. Bei Differenzierung der OP-Zahlen nach dem Patientenalter ergibt sich eine Häufung im Grundschulalter (für 2013 3.790 im Alter 5–10 Jahre) und ein zweiter Gipfel im Adoleszentenalter (2013 7.099 männliche und 15.266 weibliche Patienten im Alter 15–25 Jahre). Auch eine Langzeitbeobachtung in Dänemark über die Jahre 1980 bis 2001 fand eine signifikante Häufung von weiblichen Patienten im Adoleszentenalter, für die keine Erklärung möglich war. Spicker untersuchte TE-Patienten hinsichtlich psychischer Besonderheiten und fand neben einer Häufung weiblicher Patienten im Alter von 10 bis 20 Jahren vermehrt auffällige Ergebnisse für diese Gruppe im Freiburger Persönlichkeitsinventar (FPI-R) (Subskalen „soziale Orientierung“ und „Aggressivität“), bei einem Drittel sogar ein auffälliges Persönlichkeitsprofil (mit Korrelationen zu den Subskalen „körperliche Beschwerden“, „Erregbarkeit“ und „Aggressivität“). Er vermutet, dass sich psychische Beschwerden in dieser Alters- und Geschlechtsgruppe vermehrt somatisch im Halsbereich manifestieren könnten.

## OP-Verfahren

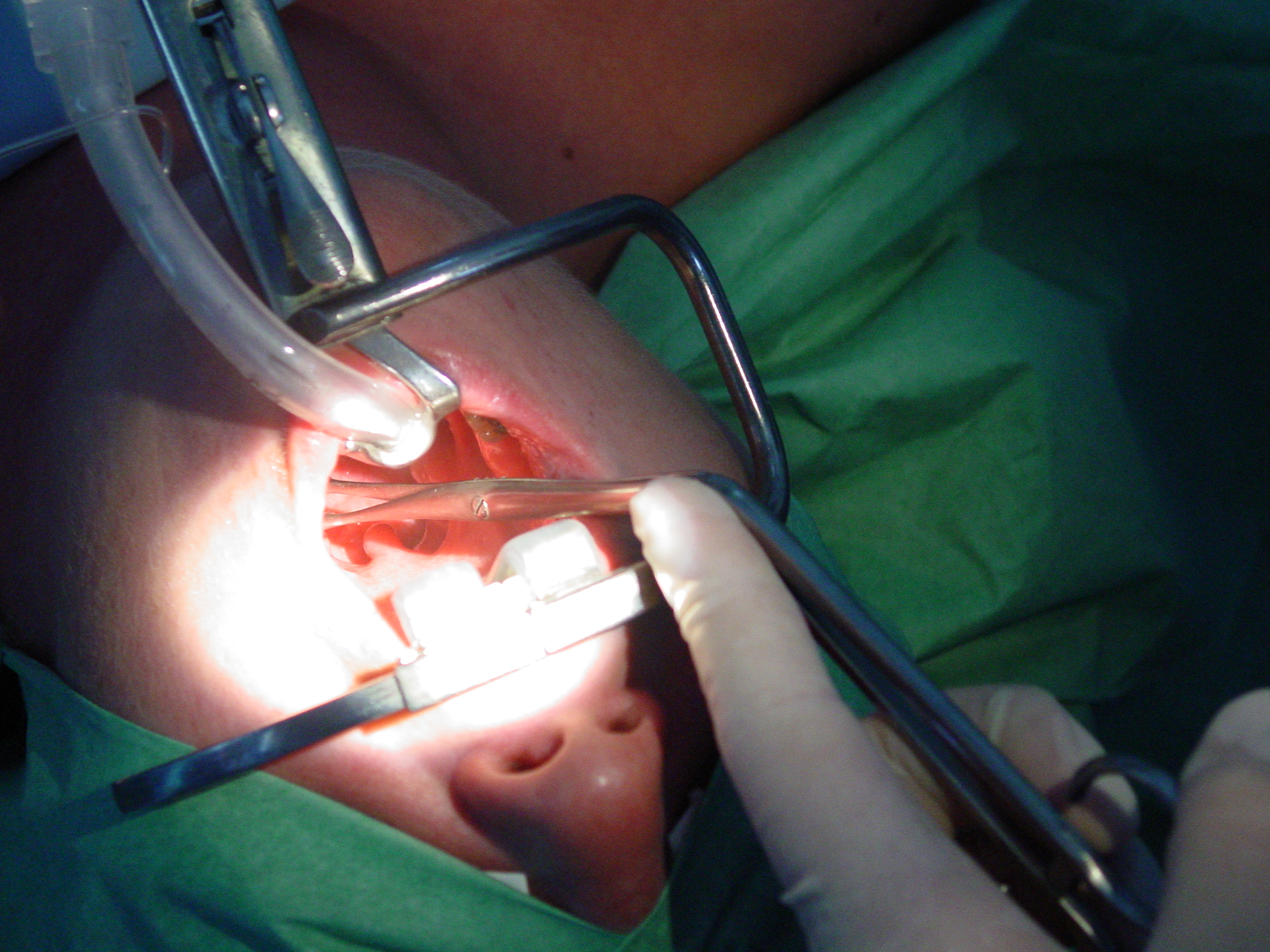
OP-Situs zur Tonsillektomie

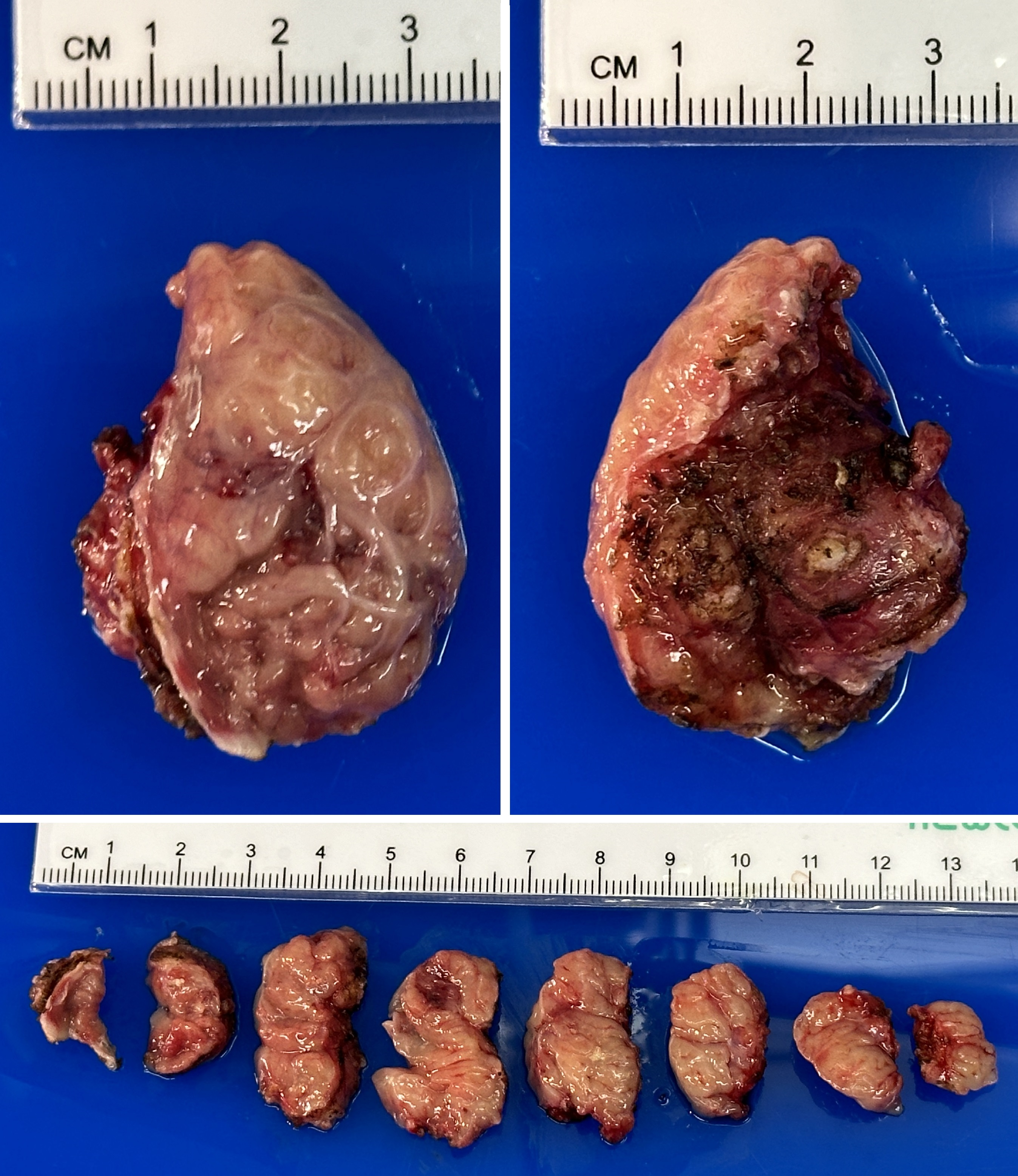
Entfernte Gaumenmandel

Zu Beginn der „modernen“ Tonsillenentfernungen wurden zunächst erweiterte Tonsillotomien mittels guillotine-ähnlicher Kappmesser (z. B. Ph. S. Physick (1828), Morrel Mackenzie (1880)) durchgeführt. Das Problem ergab sich durch das Verbleiben von Tonsillenrestgewebe, da keine Präparation der Tonsillenkapsel erfolgte. Die erste echte Komplettentfernung, mittels Kaustik (als „heiße“ TE bezeichnet), wurde 1890 in Chicago durch Edwin Pynchon durchgeführt. Er empfahl eine seitengetrennte Entfernung der Tonsillen mit zwei Operationen im Abstand von zwei Wochen. Parallel wurden Techniken der Entfernung mittels spezieller Scheren entwickelt, bei denen einige Autoren zunächst eine Tonsillotomie vornahmen und anschließend den Tonsillenrest mittels Präparation der Tonsillenkapsel entfernten. Die auch heute noch in recht ähnlicher Form praktizierte Technik der „kalten TE“ mit Darstellung der Tonsillenkapseln wurde 1906 von William Lincoln Ballenger und Ovidus Arthur Griffin erstmals beschrieben. Im Verlaufe der nächsten Jahrzehnte wurden weltweit Weiter- und Neuentwicklungen von TE-Instrumenten vorgestellt, die, wie zum Beispiel der selbsthaltende Zungenspatel, eine deutlich bessere Übersicht des OP-Gebietes ermöglichten. Das im deutschsprachigen Raum in OP-Lehren empfohlene Standardverfahren („kalte“ TE) beschreibt zunächst die Durchtrennung der Schleimhaut in Bereich des vorderen Gaumenbogens. Dann wird die Tonsillenkapsel aufgesucht und die Tonsille längs der Kapsel mit einem gezähnten Raspatorium (selten stumpf mit dem Finger) und ggf. bei Vernarbungen scharf mit der Schere ausgeschält. Das Abtrennen der Tonsille am unteren Pol erfolgt meist mit einem Tonsillenschnürer (z. B. nach Brünings). Blutungen werden durch Tupferkompression und ggf. mittels Elektrokaustik oder Unterbindungen/Umstechungen (Ligaturen) zum Stillstand gebracht.
Es existieren auch weitere Operationsverfahren, teils mit Laser, teils mit verschiedenen thermischen Schneideverfahren, wobei wesentliche Vorteile – insbesondere eine niedrigere Nachblutungsrate – bisher nicht eindeutig nachgewiesen werden konnten. In medizinischen Fachblättern wird dies kontrovers diskutiert.
Üblicherweise wird der Eingriff unter Narkose vorgenommen, nur selten in örtlicher Betäubung. Die Operation selbst dauert in der Regel 20 bis 30 Minuten.
Die Tonsillektomie erfolgt in Deutschland und Österreich meist unter stationären Bedingungen und ist mit einem Klinikaufenthalt von fünf bis acht Tagen verbunden. In Großbritannien erfolgen die TEs in Abhängigkeit vom Krankenhausträger und patientenbedingten Faktoren ambulant bzw. stationär mit einer bis zwei Übernachtungen. Eine Übersicht der OECD, basierend auf Angaben zu einzelnen Ländern aus den Jahren 2008 bis 2013, zeigt, dass die TE in den meisten Mitgliedsländern überwiegend stationär durchgeführt wird: Nur in Belgien (29,4 %), Kanada (25,2 %), Finnland (16,0 %), Niederlande (31,7 %), Schweden (36,8 %) und den USA (3,0 %) liegen die Raten der stationär erfolgten TEs unter 40 %, mit 100 % am höchsten in Slowenien und Ungarn, in Österreich zu 99,9 %, in Deutschland zu 96,4 %.

## Risiken und Komplikationen
Die häufigste Komplikation nach einer Tonsillektomie ist die Nachblutung. Sie tritt mit einer Häufigkeit von 1 bis 6 % auf, meist am ersten oder zweiten sowie am fünften oder sechsten postoperativen Tag. Eine altersspezifische Erfassung der Nachblutungsrate 2010 durch das Statistische Bundesamt ergibt einen alterskorrelierten Anstieg der Nachblutungsrate bis zum 15. Lebensjahr von 2,8 % für unter 5-Jährige, über 4,4 % bei den 5-10-Jährigen bis zu 5,3 % bei den 10-15-Jährigen. Während die Zahlen bei den weiblichen TE-Patienten im Alter >15 Jahren nur minimal bis 6 % ansteigt, ansonsten in etwa gleich verläuft, steigt die Nachblutungsrate bei den männlichen Patienten bis auf 11,4 % in der Gruppe der 25-30-Jährigen an, fällt erst danach kontinuierlich leicht ab. Die Nachblutungsrate über alle Alter betrug für Männer 7,02 %, für Frauen 5,02 %. Die Daten für 2013 sind nahezu identisch. Gerade bei Kindern ist bei Blutungen eine sorgfältige Überwachung ggf. mit erneuter Krankenhausaufnahme erforderlich. Bei kleineren Blutansammlungen genügen Maßnahmen wie das Anlegen einer Eiskrawatte, bei stärkeren Blutungen muss eine operative Blutstillung durch Gefäßunterbindung oder Elektrokoagulation vorgenommen werden, extrem selten kann die Nachblutung lebensbedrohlich mit ggf. Todesfolge sein. Dann ist eine Ligatur der Arteria carotis externa und/oder ihrer Äste, ggf. einschließlich Fremdblutübertragung erforderlich. Bei wiederkehrenden Nachblutungen, die operativ nicht kurabel sind, kann nach Angiographie der A. carotis auch eine Embolisation des betreffenden Endastes erfolgen.
Seltene Komplikationsmöglichkeiten sind Verletzungen oder Schädigungen der Zunge, des weichen Gaumens, des Zäpfchens und der Zähne.
Eine Schädigung des weichen Gaumens kann zum offenen Näseln und zum Austritt von Speisen und Flüssigkeit aus der Nase führen. Dies legt sich meistens nach einiger Zeit.
Wenn ein Mandelrest nach der Operation zurückbleibt, können erneut Entzündungen auftreten (sogenannte Resttonsillitis). Durch Druck des Zungen-Spatels, der bei der Operation zum Offenhalten der Mundhöhe eingeführt wird, kann der sensible Zungennerv (Nervus lingualis) geschädigt werden und zu vorübergehenden, sehr selten auch zu andauernden, Geschmacksstörungen oder Taubheitsgefühl von Zungenarealen führen. Bei der extrem seltenen Verletzung des motorischen Zungennervs (Nervus hyopglossus) können Bewegungseinschränkungen der Zunge und dadurch ggf. Sprechstörungen entstehen. Selten kommt es zu
vorübergehenden, noch seltener zu bleibenden Geschmacksstörungen und zum kloßigen und nasalen Klang der Sprache.
Durch den Eingriff kann sich der Stimmklang durch Veränderung des Resonanzraumes vorübergehend oder auch dauerhaft verändern. Patienten mit Stimm- oder Sprechberufen sollten deshalb den Arzt vor der Operation auf ihren Beruf hinweisen.
Vor einer Mandeloperation ist ärztlicherseits zur Vermeidung von Blutungskomplikationen die sorgfältige Erhebung der Krankengeschichte erforderlich. Es ist besonders darauf zu achten, ob Medikamente eingenommen werden, die eine Blutungsneigung bewirken können (z. B. Aspirin) oder ob es in der Familie Bluterkrankheiten (Hämophilie) gibt. Eine Blutabnahme bei Kindern ist hingegen nicht zwingend erforderlich.
In Österreich wurde 2007 nach mehreren Todesfällen eine gemeinsame Empfehlung der Österreichischen Gesellschaften für Hals-Nasen-Ohren-Heilkunde, Kopf- und Halschirurgie und Kinder- und Jugendheilkunde zu Tonsillektomien bei Kindern vor dem sechsten Lebensjahr aufgestellt, nach der nur noch bei der Indikation häufige Mandelentzündungen eine TE durchgeführt werden soll, bei Tonsillenhyperplasie (vergrößerte Mandeln) die Tonsillotomie.
Gemäß einer 2018 veröffentlichten Kohortenstudie sei eine Tonsillektomie im Kindesalter mit einem erhöhten Langzeitrisiko für Atemwegs-, Infektions- und Allergieerkrankungen verbunden. Es wurde in dieser Studie u. a. ein 2- bis 3-facher Anstieg der Erkrankungen der oberen Atemwege nach Tonsillektomie festgestellt.

## Schmerzen
Die Wundschmerzen werden von den meisten Erwachsenen als stark bis sehr stark empfunden. Oft treten diese nicht unmittelbar nach der Operation, sondern erst mit einer Verzögerung von einigen Tagen auf. Sie halten etwa zwei Wochen, in seltenen Fällen bis zu vier Wochen an und können in die Ohren, die Zunge und in die Zahnreihen ausstrahlen. Laut einer Studie aus dem Jahr 2015 zählt die Tonsillektomie zu den schmerzhaftesten operativen Eingriffen, auch im Vergleich zu weitaus größeren Operationen. Zur Schmerzbekämpfung werden häufig Metamizol (z. B. Novalgin) oder Diclofenac (z. B. Voltaren) eingesetzt. Aufgrund der hohen Schmerzintensität reichen diese Wirkstoffe jedoch häufig nicht aus, um ein für den Patienten erträgliches Schmerzniveau zu erreichen, sodass der Einsatz stärkerer Opioid-Analgetika, beispielsweise Tramadol, Tilidin oder in Einzelfällen sogar Morphin erforderlich sein kann. Mehrere Studien bemängeln, dass die Schmerzintensität nach einer Tonsillektomie von vielen Ärzten unterschätzt wird, was dazu führen kann, dass Patienten keine angemessene Schmerztherapie erhalten.
Acetylsalicylsäurehaltige Mittel wie Aspirin sind vor und nach der Operation unbedingt zu vermeiden, da diese Wirkstoffe durch ihre gerinnungshemmende Wirkung die Gefahr einer Nachblutung stark erhöhen können. Allgemein wird empfohlen, die verordneten Schmerzmittel regelmäßig einzunehmen, und nicht nur dann, wenn Schmerzen auftreten, um Schmerzspitzen zu vermeiden.
Zur ersten Schmerzstillung wird, vor allem bei Kindern, Speiseeis verwendet.

## Nachsorge
Nach der Operation ist je nach Heilungsverlauf und beruflicher Tätigkeit mit einer Arbeitsunfähigkeit von etwa drei Wochen zu rechnen. Während dieser Zeit sollte der Patient sich schonen und auf körperliche Betätigung verzichten, da diese den Blutdruck steigern und somit die Gefahr einer Nachblutung erhöhen würde. Starke körperliche Belastungen, wie Sport oder das Heben schwerer Lasten, sind für mindestens drei, besser vier Wochen zu vermeiden.
Innerhalb der ersten zwei postoperativen Wochen sollte auf jegliche Art von sauren, scharfen, harten und heißen Speisen verzichtet werden, da diese starke Schmerzen verursachen können. Auch Fruchtsäuren sollten gemieden werden, besonders aggressiv sind Tomaten. Apfelmus und anderes Konservenobst ist im Allgemeinen gut verträglich, auch geriebene Birne und Mango werden gut vertragen. Bei Getränken sollten kalte Getränke bevorzugt werden, kohlensäurehaltige Getränke können ebenfalls ein starkes Brennen an der Wunde verursachen. Es dürfen keine Fruchtsäfte getrunken werden. Trotz starker Schmerzen ist jedoch das regelmäßige Einnehmen von Speisen unbedingt notwendig, damit sich die Verkrustungen abschürfen können und die Heilung schneller einsetzen kann.
Duschen und Haarewaschen wird bis zu einer Woche nach der Operation nicht empfohlen. Es soll auch danach darauf geachtet werden, dass das Wasser nicht zu warm ist, um eventuelle Nachblutungen zu vermeiden, die durch die vermehrte Körperdurchblutung beim Duschen entstehen könnten. Die Zähne sollten in der ersten Woche nur mit besonderer Vorsicht ohne Verwendung von Zahnpasta geputzt werden. Bis zur vollständigen Verheilung der Wunde sollte mentholhaltige Zahnpasta vermieden werden, da diese die Wunde stark reizt.